# Free (álbum de Free)
Free fue el segundo álbum de la banda de rock Free. Grabado y publicado en 1969, el álbum fue producido por Chris Blackwell, el presidente de la casa discográfica, Island Records.

## Personal
- Paul Rodgers - voz
- Paul Kossoff - guitarra
- Andy Fraser - bajo
- Simon Kirke - batería

## Canciones
1. «I'll be creepin'» 3:27
2. «Songs of yesterday» 3:33
3. «Lying in the sunshine» 3:51
4. «Trouble on double time» 3:23
5. «Mouthful of grass» 3:36
6. «Woman» 3:50
7. «Free me» 5:24
8. «Broad daylight» 3:15
9. «Mourning sad morning» 5:04